# Поддембицкий повет
Поддембицкий повет (пол. Powiat poddębicki) — повет (район) в Польше, входит как административная единица в Лодзинское воеводство. Центр повета — город Поддембице. Занимает площадь 880,91 км². Население — 41 679 человек (на 31 декабря 2015 года).

## Административное деление
- города: Поддембице, Унеюв
- городско-сельские гмины: Гмина Поддембице, Гмина Унеюв
- сельские гмины: Гмина Даликув, Гмина Пенчнев, Гмина Вартковице, Гмина Задзим

## Демография
Население повета дано на 31 декабря 2015 года.
| Перепись            | Всего  | Мужчины | Женщины |
| ------------------- | ------ | ------- | ------- |
| Всего               | 41 679 | 20 648  | 21 031  |
| Городское население | 10 739 | 5063    | 5676    |
| Сельское население  | 30 940 | 15 585  | 15 355  |